# On the Border (film, 1909)
Pour les articles homonymes, voir On the Border (homonymie).
On the Border est un film muet américain réalisé par Francis Boggs et sorti en 1909.

## Fiche technique
- Réalisation : Francis Boggs
- Production : William Nicholas Selig
- Date de sortie :  États-Unis : 22 novembre 1909

## Distribution
- Hobart Bosworth
- Betty Harte
- Tom Santschi